# Isabelle Beauruelle
Isabelle Beauruelle (Caen, 28 de enero de 1968-6 de mayo de 2018) fue una deportista francesa que compitió en judo. Ganó una medalla de oro en el Campeonato Europeo de Judo de 1991 en la categoría de –66 kg. Falleció a los 50 años tras padecer leucemia.

## Palmarés internacional
| Campeonato Europeo | Campeonato Europeo     | Campeonato Europeo | Campeonato Europeo |
| Año                | Lugar                  | Medalla            | Categoría          |
| ------------------ | ---------------------- | ------------------ | ------------------ |
| 1991               | Praga (Checoslovaquia) | Medalla de oro     | –66 kg             |